# Scoliodon
Scoliodon – rodzaj drapieżnych ryb chrzęstnoszkieletowych z rodziny żarłaczowatych (Carcharhinidae). 

## Rozmieszczenie geograficzne
Do rodzaju należą gatunki występujące w wodach zachodniego Oceanu Spokojnego.

## Morfologia
Długość ciała do 100 cm; masa ciała (maksymalna opublikowana) do 220,88 g.

## Systematyka
Rodzaj zdefiniowała w 1837 roku para niemieckich ichtiologów Johannes Peter Müller i Jakob Henle w artykule poświęconym rodzajom rekinów i płaszczek opublikowanym w czasopiśmie Bericht über die zur Bekanntmachung geeigneten Verhandlungen der Königlichen Preussischen Akademie der Wissenschaften zu Berlin. Gatunkiem typowym jest (późniejsze oznaczenie) S. laticaudus.

### Etymologia
- Scoliodon: gr. σκολιoς skolios ‘zakrzywiony’; οδους odous, οδοντος odontos ‘ząb’[6].
- Physodon: gr. φυσα phusa ‘miech, pęcherz’[7]; οδους odous, οδοντος odontos ‘ząb’[8]. Gatunek typowy (oznaczenie monotypowe): Carcharias (Physodon) muelleri Valenciennes, 1839 (= Scoliodon laticaudus Müller & Henle, 1838).

### Podział systematyczny
Do rodzaju należą następujące gatunki:
- Scoliodon laticaudus Müller & Henle, 1838
- Scoliodon macrorhynchos (Bleeker, 1852)